# Siksjön (Vilhelmina socken, Lappland, 718658-152639)
Siksjön är en sjö i Vilhelmina kommun i Lappland och ingår i Ångermanälvens huvudavrinningsområde. Sjön har en area på 1,16 kvadratkilometer och ligger 366 meter över havet.

## Delavrinningsområde
Siksjön ingår i det delavrinningsområde (718735-152496) som SMHI kallar för Utloppet av Siksjön. Medelhöjden är 394 meter över havet och ytan är 4,88 kvadratkilometer. Det finns inga avrinningsområden uppströms utan avrinningsområdet är högsta punkten. Vattendraget som avvattnar avrinningsområdet har biflödesordning 4, vilket innebär att vattnet flödar genom totalt 4 vattendrag innan det når havet efter 294 kilometer. Avrinningsområdet består mestadels av skog (65 procent). Avrinningsområdet har 1,16 kvadratkilometer vattenytor vilket ger det en sjöprocent på 23,6 procent.